# Distretto di Wąbrzeźno
Il distretto di Wąbrzeźno (in polacco powiat wąbrzeski) è un distretto polacco appartenente al voivodato della Cuiavia-Pomerania.

## Geografia antropica

### Suddivisioni amministrative
Il distretto comprende 5 comuni.
- Comuni urbani: Wąbrzeźno
- Comuni rurali: Dębowa Łąka, Książki, Płużnica, Wąbrzeźno